# Lance Creek
Lance Creek è un census-designated place degli Stati Uniti d'America, situato nella Contea di Niobrara nello stato del Wyoming. Nel censimento del 2000 la popolazione era di 51 abitanti.

## Geografia fisica
Secondo i rilevamenti dell'United States Census Bureau, la località di Lance Creek si estende su una superficie di 108,8 km², tutti occupati da terre.

## Popolazione
Secondo il censimento del 2000, a Lance Creek vivevano 51 persone, ed erano presenti 17 gruppi familiari. La densità di popolazione era di 0,5 ab./km². Nel territorio comunale si trovavano 53 unità edificate. Per quanto riguarda la composizione etnica degli abitanti, il 96,08% era bianco e il 3,92% apparteneva a due o più razze. La popolazione di ogni razza ispanica corrispondeva al 3,92% degli abitanti.
Per quanto riguarda la suddivisione della popolazione in fasce d'età, il 17,6% era al di sotto dei 18, il 2,0% fra i 18 e i 24, il 21,6% fra i 25 e i 44, il 37,3% fra i 45 e i 64, mentre infine il 21,6% era al di sopra dei 65 anni di età. L'età media della popolazione era di 49 anni. Per ogni 100 donne residenti vivevano 104,0 uomini.